# ジャニーズJr.祭り
『ジャニーズJr.祭り』は、2017年より開催されているジャニーズJr.出演のライブイベントである。

## ジャニーズJr.祭り
Mr.KINGやPrinceなどの8グループを含む総勢94名の出演で初開催。当初は横浜・大阪の9公演で13万5000人を動員予定だったが、それを大きく上回る約85万人の応募が殺到したため、埼玉での追加公演も実施された。
日程
- 横浜アリーナ（2017年3月24日 - 26日、全6公演）
- さいたまスーパーアリーナ（2017年4月8日 - 9日） - 追加公演
- 大阪城ホール（2017年5月3日、全3公演）

出演
- Mr.KING
- Prince
- HiHi Jet（※横浜・埼玉公演のみ）
- 東京B少年（※横浜・埼玉公演のみ）
- SixTONES
- Snow Man（※横浜公演のみ）
- Love-tune
- Travis Japan
- 他ジャニーズJr.55名

## ジャニーズJr.祭り 2018
昨年同様の出演者全員での公演だけでなく、横浜アリーナでは各グループ単独の公演も開催された。
日程
- 大阪城ホール（2018年2月23日 - 25日、全4公演）
- 横浜アリーナ（2018年3月24日 - 27日、全6公演・内4公演は単独公演）

出演
- Love-tune（25日12:00公演単独）
- Snow Man（25日18:00公演単独）
- Travis Japan（26日12:00公演単独）
- SixTONES（26日18:00単独）

## ジャニーズJr.8・8祭り〜東京ドームから始まる〜
総勢330名の東西ジャニーズJr.が出演し、2000年以来約19年ぶりとなるジャニーズJr.単独東京ドーム公演が開催された。ライブ中盤にはSixTONESおよびSnow Manのデビュー発表が行われた。
当日はISLAND TVで全編有料生配信も実施された。ジャニーズのコンサートが一部だけでなく全編生配信されるのは初である。
約19年ぶりとなるライブドキュメント映像作品の最新作『素顔4』が2020年1月8日に発売され、本公演の模様が収録された。一般流通品のジャニーズJr.盤とジャニーズアイランドストアオンライン限定のSixTONES盤・Snow Man盤・Travis Japan盤・関西ジャニーズJr.盤の全5形態存在し、いずれもディスク2の収録内容が異なる。
日程
- 東京ドーム（2019年8月8日）

出演
- SixTONES
- Snow Man
- Travis Japan
- HiHi Jets
- 美 少年
- 7 MEN 侍
- 少年忍者
- 宇宙Six
- MADE
- なにわ男子
- Lil かんさい
- Aぇ! group
- Jr.SP
- 石垣大佑、寺西拓人、林翔太、高田翔、室龍太、野澤祐樹、小川優
- 他ジャニーズJr.
  - 影山拓也、椿泰我、田中誠治、基俊介、横原悠毅、谷村龍一、林拓音、鈴木大河、佐藤新、松井奏
  - 大東立樹

## 緊急生配信!! Johnny's World Happy LIVE with YOU Jr.祭り 〜Wash Your Hands〜
ジャニーズ事務所による2019新型コロナウイルス感染防止のための支援活動「Smile Up! Project」の一環で配信しているオンラインライブ「Johnny's World Happy LIVE with YOU」の第3回目として、Johnny's netオンラインにて無料生配信を実施。総勢約100名のジャニーズJr.が出演した。また、SixTONESの京本大我、田中樹、Snow Manの渡辺翔太、ラウールがサプライズでゲスト出演し、一部パフォーマンスに参加した。
日程
- 2020年8月26日（アーカイブ配信：8月27日14:00〜8月29日23:59）

出演
- Travis Japan
- HiHi Jets
- 美 少年
- 7 MEN 侍
- 少年忍者
- Jr.SP
- ジャニーズJr.（佐藤新、基俊介、鈴木大河、松井奏、影山拓也、横原悠毅、椿泰我、他）